# Fanny Germeau
Pour les articles homonymes, voir Germeau.
Huberte Germeau, dite Fanny Germeau, est une artiste peintre, résistante et féministe liégeoise, née le 13 février 1911 à Herstal et morte le 29 juin 2011 à Liège.

## Biographie

### Jeunesse et formation
Fanny Germeau naît à Herstal en Belgique, son père est instituteur. Elle voue une profonde admiration à sa mère depuis son enfance. Pour Fanny, sa mère est une femme affirmée et libre d’esprit, un de ses premiers modèles de liberté et d’indépendance.
Elle s'inscrit à l'âge de 15 ans à l'Académie des Beaux-arts de Liège où elle est l'élève d'Auguste Mambour et Jacques Ochs, et continue à peindre jusqu'à l'âge de 80 ans.
Ses études à l'Académie des Beaux-arts lui permettent de rencontrer un monde plus ouvert et moins conformiste que d'autres types d'enseignement. Ces études lui donnent du métier et le dessin d'après nature lui permet d'approcher des réalités sociales encore inconnues d'elle. Elle converse avec des modèles féminins des problèmes auxquels se heurtent les femmes qui vivent librement leur sexualité dans un régime encore très traditionnel. Sa sensibilité à ces problématiques la pousse, très jeune, à présenter des portraits de femmes pensives et sérieuses comme La femme à la fourrure peinte en 1932. Elle achève ses études en 1932.
À 20 ans, Fanny Germeau se marie, mais divorce un an plus tard, la vie maritale n'étant pas ce à quoi elle aspirait. Elle déclare dans une interview réalisée à l'occasion de son centième anniversaire que cette période fut l'une des plus compliquées de sa vie, car elle a dû prendre des décisions importantes pour son avenir alors qu'elle était seule et encore très jeune. Cependant, provenant d'une famille avant-gardiste et évoluant dans un milieu artistique où les parcours de vie sont multiples et variés, elle ne considère pas cet épisode comme une honte ou un frein à son avenir.

### Atelier des Minimes
Fréquenter l'atelier des Minimes, fondé par Marcel Defize et installé dans la chapelle éponyme à Liège, nourrit ses réflexions et oriente sa vie vers la peinture, reléguant ses autres passions comme la poésie et la musique au second plan. Elle y découvre les courants plus modernes ainsi que l'importance significative de ceux-ci dans la société. Sa technique se nourrit de ces réflexions et s'inspire des évènements politiques de l'époque sans tomber pour autant dans le « réalisme socialiste ». Elle considère que « l'Atelier n'est pas seulement une association d'artistes qui occupent un même local et s'offrent de temps à autre un modèle en partageant les frais. Il s'agit d'un groupe de réflexion « longuement poursuivies » et d'expériences collectives « passionnées » qui, outre les arts, aborde la littérature, la philosophie ainsi que les grands problèmes du moment, tels la guerre d'Espagne ou la montée de Rex, « pour en découvrir la valeur sociale et l'enracinement éthique » ».
L'Atelier des Minimes ferme en 1940. Fanny Germeau raconte qu'« au début de 1939, nous avons exposé quelques toiles à la galerie du journal La Meuse. C'était notre chant du cygne car la guerre était là. Les choix politiques allaient aussi diviser les gens de l'atelier et les disperser. En 1940, il y eut l'évacuation et nous n'avons plus séjourné à l'Atelier, il est resté à l'abandon. La Gestapo l'a visité et nous y avons retrouvé très peu de choses de nos essais, de nos dessins, de nos toiles et de nos sculptures ».
Parmi les membres de l'Atelier figurent Émilie Delbrouck, Julien Hock, Fanny Germeau, Georges et Alix Pauly, Jean Dols, Joseph Koenig, Guillaume Detilleux, François Zolet, Xavier Allard, Gustave Paredis, Ernest Stroobants, Paul Cocagne, Marcel Defize et Edgar Scauflaire.

### Seconde Guerre mondiale
Durant la Seconde guerre mondiale, elle s'engage dans la Résistance. Elle héberge ainsi clandestinement le sculpteur Ernest Stroobants, responsable communiste pour le secteur de Liège. Dénoncée, la Gestapo, se présente le lendemain au domicile de Fanny Germeau, rue du Pâquier, le 7 août, tandis que Stroobants s'enfuit par les toits. Fanny Germeau est emprisonnée pendant 8 mois à l'ancienne prison Saint-Léonard. Lors de cette captivité, elle est confrontée pour la première fois à la misère et aux pires sévices infligés aux femmes. Cette période lui inspire La prisonnière et d'autres tableaux - principalement des huiles, et quelques pastels - visibles à Liège. À partir de là, elle n'a de cesse de vouloir défendre les femmes et combattre l'oppression dont elles sont victimes.

### Les Mardis
Après la guerre, l'atelier des Minimes ne se reforme pas tel quel, mais devient un cercle de réflexion autour du lien entre l'esthétique et l'éthique politique. Ces réunions, appelées familièrement « les Mardis », sont composées de Fanny Germeau, quelques amis et Marcel Defize et ont lieu au domicile de Germeau dans la Cour des Minimes. Marcel Defize y conserve un rôle de mentor et d'animateur philosophique, animé par un engagement absolu à la ligne stalinienne. Au début de la guerre froide, ils prirent position à l'occasion des évènements politiques mondiaux. Fanny Germeau s'oppose progressivement aux affirmations de Marcel Defize, tout en gardant une estime réciproque.

### Enseignement, art, militantisme
Elle est une des premières femmes à enseigner à l’Académie des Beaux-Arts de Liège. Elle y enseigne le dessin et la peinture de 1950 à 1976. À partir des années 1960, elle devient professeure de peinture.
Elle expose ses œuvres de 1937 à 1991. À 62 ans, elle réalise sa première exposition individuelle à Bruxelles, ville où elle est encore méconnue. Plusieurs musées et institutions de Belgique ont acquis ses œuvres. Lorsque sa vue baisse, elle écrit des poèmes et s'engage dans le mouvement Attac.
Elle continue de militer après-guerre, notamment pour le droit à l'avortement. Dans les années 1970, elle fonde le centre de planning familial Louise Michel. Les Liégeois la surnomment d'ailleurs leur « Simone Veil ».

« Je n'ai choisi que ma peinture. Dans ma vie, des évènements ont surgi, je les ai rejetés ou adoptés. Ce n'est qu'après expérience que j'ai vraiment choisi en connaissance de cause. L'interprétation en est, selon le point de vue, l'égoïsme ou la force de rejeter ce que je ne voulais pas. »

## Style
Durant sa carrière, elle reçoit plusieurs prix. En 1931, elle est récipiendaire du prix Marie, en 1932 le premier prix de dessin et en 1933, le premier prix de peinture de chevalet et grande médaille en argent du gouvernement. Son œuvre compte une multitude de peintures et de dessins au fusain dont la caractéristique et l’originalité tiennent à la verticalité, et même la sévérité des personnages. Aucune courbe ni détail de volupté mais plutôt le choix affirmé de figures carrées et de couleurs grisées tendant vers une peinture sculpturale. Le but est de se démarquer et de désexualiser la femme pour la représenter noblement comme un être humain dans sa forme la plus honnête. Les attitudes des personnages et les ambiances des peintures ont fait la renommée des œuvres de Fanny. Grande amoureuse de la littérature, elle affectionne particulièrement les écrits de Paul Eluard. Elle illustre d’ailleurs plusieurs recueils dédiés au poète.